# ЧМЭ2
Тепловоз ЧМЭ2 — чехословацкий маневровый тепловоз с электрической передачей с осевой формулой 20−20.

## История
В 1957 году чехословацкие заводы «ЧКД» начали выпускать маневровые тепловозы с электрической передачей, получившие на железных дорогах Чехословакии обозначение серии Т 435.0. В 1958 году Советский Союз приобрёл два первых опытных тепловоза данного типа. На приобретённых экземплярах была установлена автосцепка и максимальная скорость увеличена с 60 до 70 км/ч. Тепловозы получили обозначение ЧМЭ2 № 001 и 002 (чехословацкие маневровые с электрической передачей, 2-й тип; под 1-м типом подразумевался тепловоз серии ВМЭ1, поставлявшийся из Венгрии).
В 1959 году в СССР прошли испытания, в ходе которых были внесены предложения по улучшению конструкции — повышению экономичности дизеля, обеспечению длительной работы тепловоза с полной мощностью дизеля при скорости ниже 10 км/ч и повышению сцепного веса до 72 т.
В 1959—1960 годах на железные дороги Советского Союза поступали тепловозы ЧМЭ2, у которых сцепной вес был доведён до 64 т (конструктивный вес - 60 т) и соответственно повышена сила тяги, ограниченная сцеплением.
Начиная с тепловоза № 063 в конструкцию локомотива был внесён ряд изменений: увеличены габариты тепловоза, усилена рама (были замечены трещины), незначительно изменена компоновка с целью облегчения обслуживания локомотива, доработана система охлаждения, увеличен объём топливных баков. Впоследствии вносились и другие изменения.
Тепловозы ЧМЭ2 строились до 1965 года включительно, всего было построено 522 секции. Основная часть тепловозов в Советском Союзе была исключена из инвентаря в период 1986—1988 годов. Несколько экземпляров до сих пор эксплуатируются предприятиями.
Несколько тепловозов ЧМЭ2 поступили в музеи нескольких стран (бывших республик СССР).
В других странах (в частности, в Чехии) также сохранялись локомотивы серии 720 (T435.0). Например, один из тепловозов серии представлен в экспозиции железнодорожного музея в муниципалитете Лужна (Чехия).

## Конструкция
Цельносварная рама тепловоза опирается центральными шкворнями на две двухосные тележки.

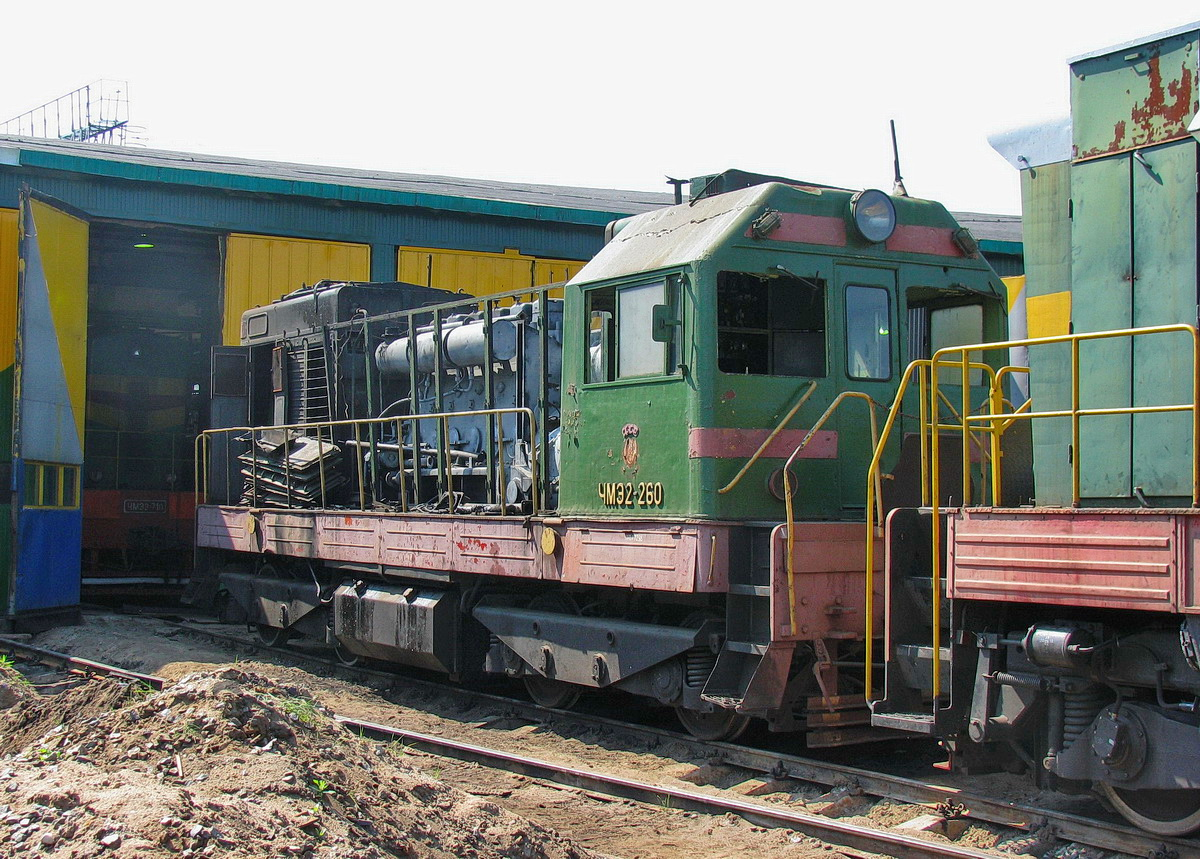
Тепловоз ЧМЭ2-260 c разобранными стенками и крышей двигательного отсека.

В средней части тепловоза размещены дизель-генератор, двухмашинный агрегат, вентилятор охлаждения тяговых электродвигателей задней тележки, водомасляный теплообменник и вспомогательные устройства.
Дизель-генератор тепловоза состоит из 4-тактного однорядного шестицилиндрового дизеля 6S310DR мощностью 750 л. с. (при 750 об/мин) и восьмиполюсного тягового генератора постоянного тока типа TD-868 мощностью 470 кВт, жёстко соединённого с дизелем.
Двухмашинный агрегат (состоит из возбудителя типа D218 мощностью 6,25 кВт и вспомогательного (зарядного) генератора мощностью 5,5 кВт) смонтирован на тяговом генераторе. Якорь его приводится во вращение клиноременной передачей от вала тягового генератора. Вращение от последнего через клиновидные ремни передаётся также валу вентилятора охлаждения тяговых электродвигателей задней тележки.
В передней части тепловоза расположены воздуховодяной холодильник с вентилятором, вентилятор охлаждения тяговых электродвигателей передней тележки и компрессор типа «Ковопол» 2×155×125/100.
Вентилятор охлаждения тяговых электродвигателей передней тележки и холодильника, а также компрессор приводятся от переднего конца коленчатого вала дизеля.
На тепловозе применены тяговые электродвигатели ТЕ-004 мощностью 103 кВт.

Интерьер кабины машиниста
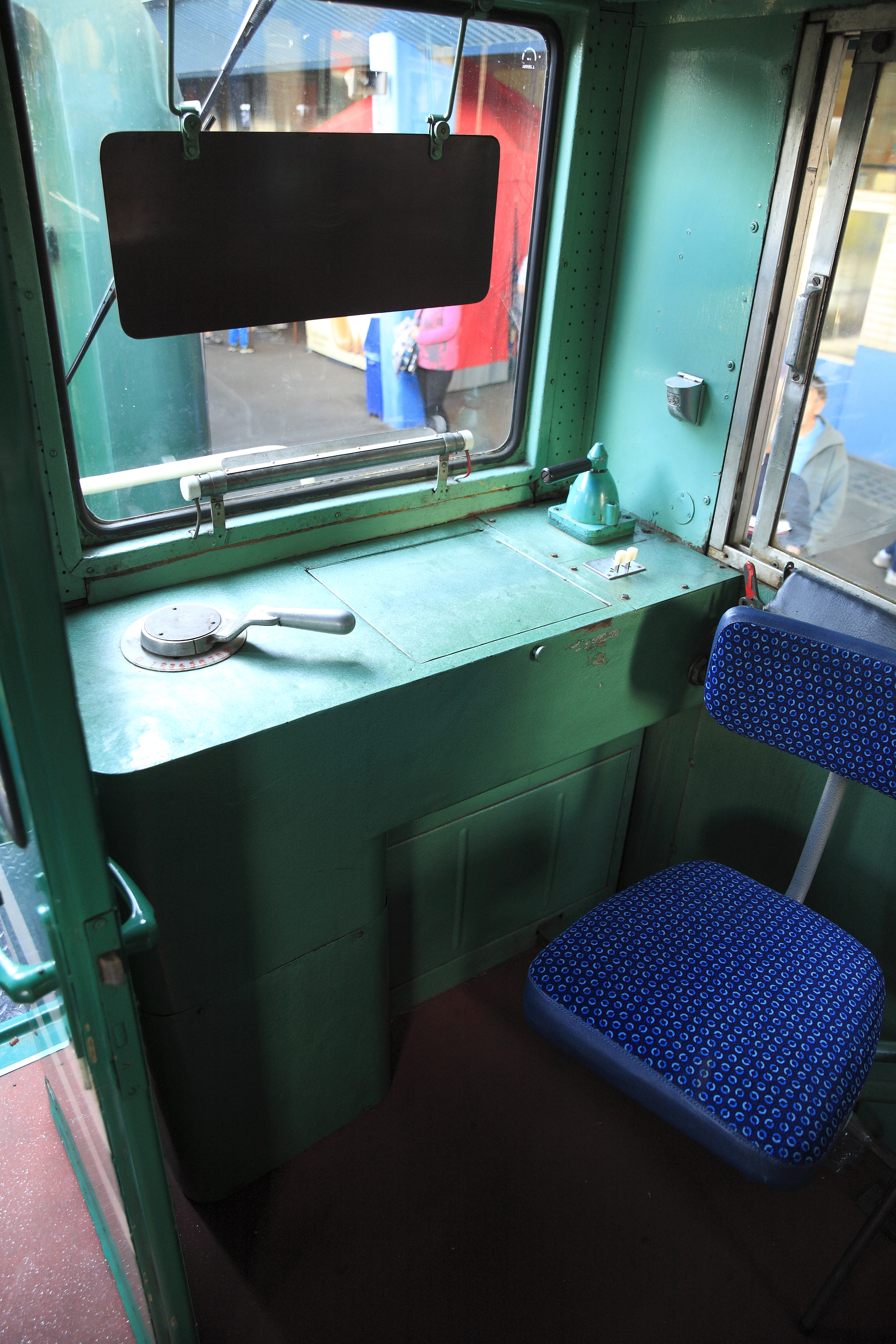
Вид в стороны торца кабины чешского тепловоза T435-0145
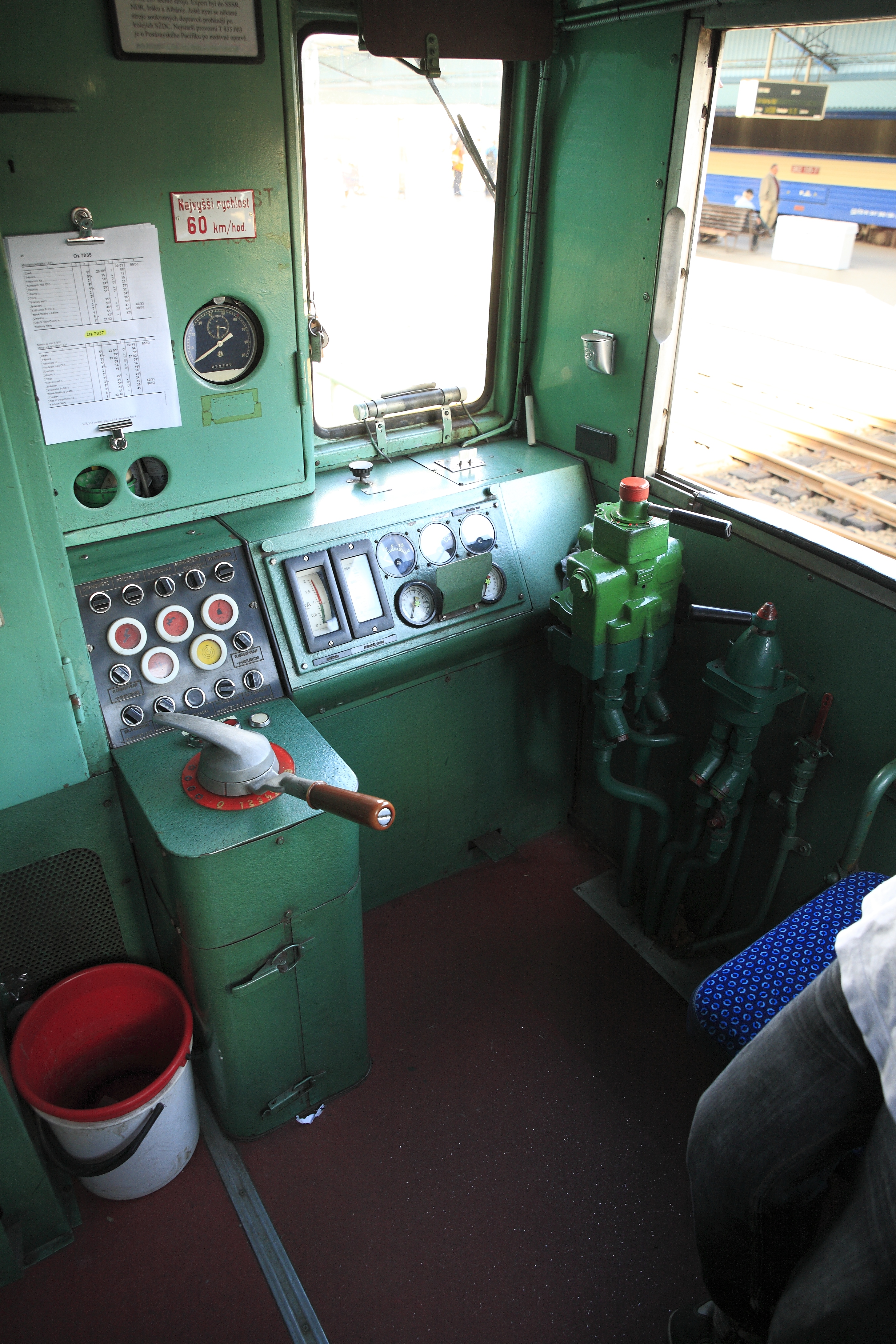
Пульт управления и рабочее место машиниста чешского тепловоза T435-0145
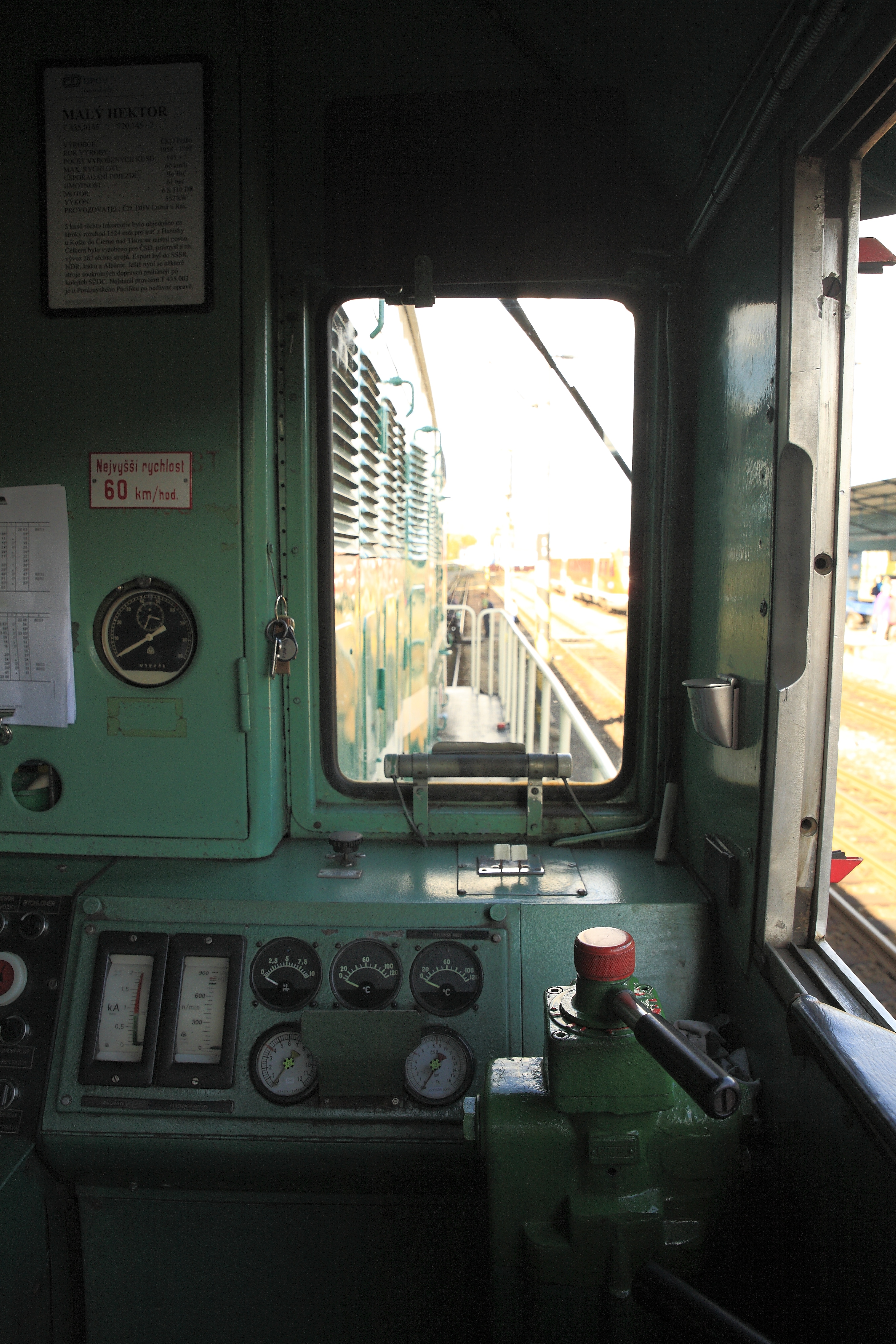
Пульт управления и окно со стороны капота чешского тепловоза T435-0145
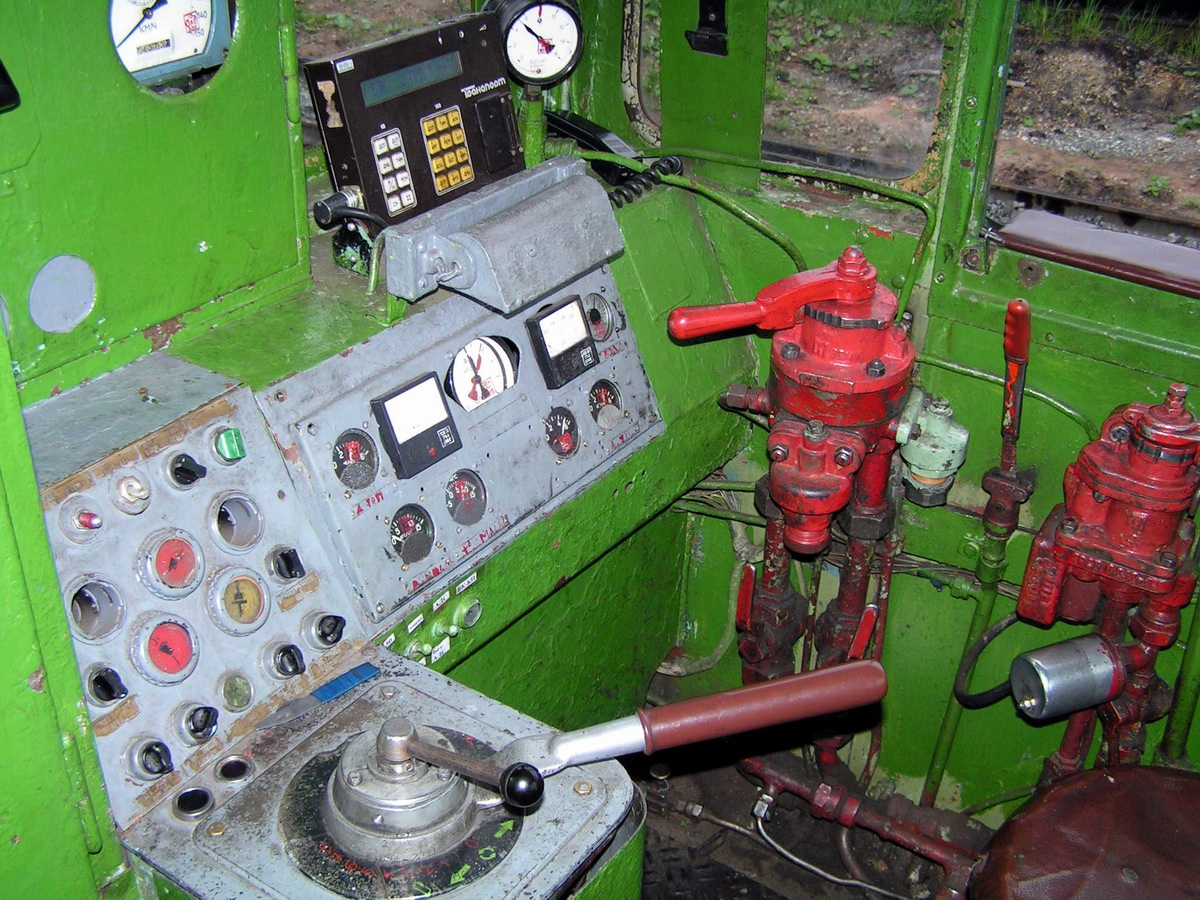
Пульт управления российского тепловоза ЧМЭ2-431

## Технические данные
- Осевая формула — 20−20
- Мощность дизеля — 750 л. с.
- Максимальная скорость — 70 (позже 80) км/ч.
- Запас топлива — 2500 кг
- Запас масла — 400 кг
- Запас воды — 710 кг
- Объём песочных бункеров — 700 кг.
- Конструктивный вес с 2/3 запаса топлива воды и песка — 68 т (далее увеличен до 74 т).

## Ремонтные заводы
- Ташкентский тепловозоремонтный завод
- Мичуринский локомотиворемонтный завод

## Фотографии

### Тепловоз ЧМЭ2 в России

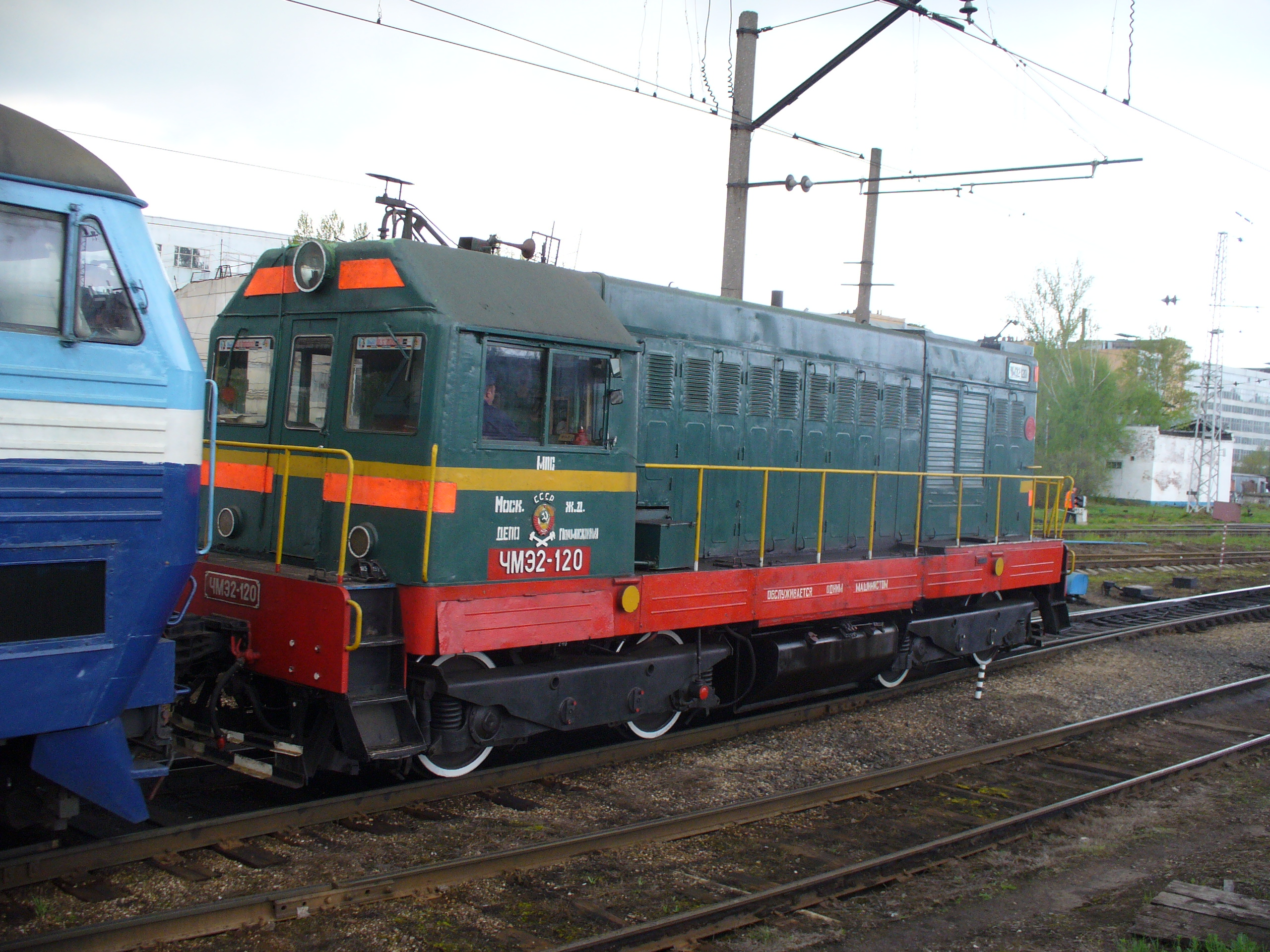
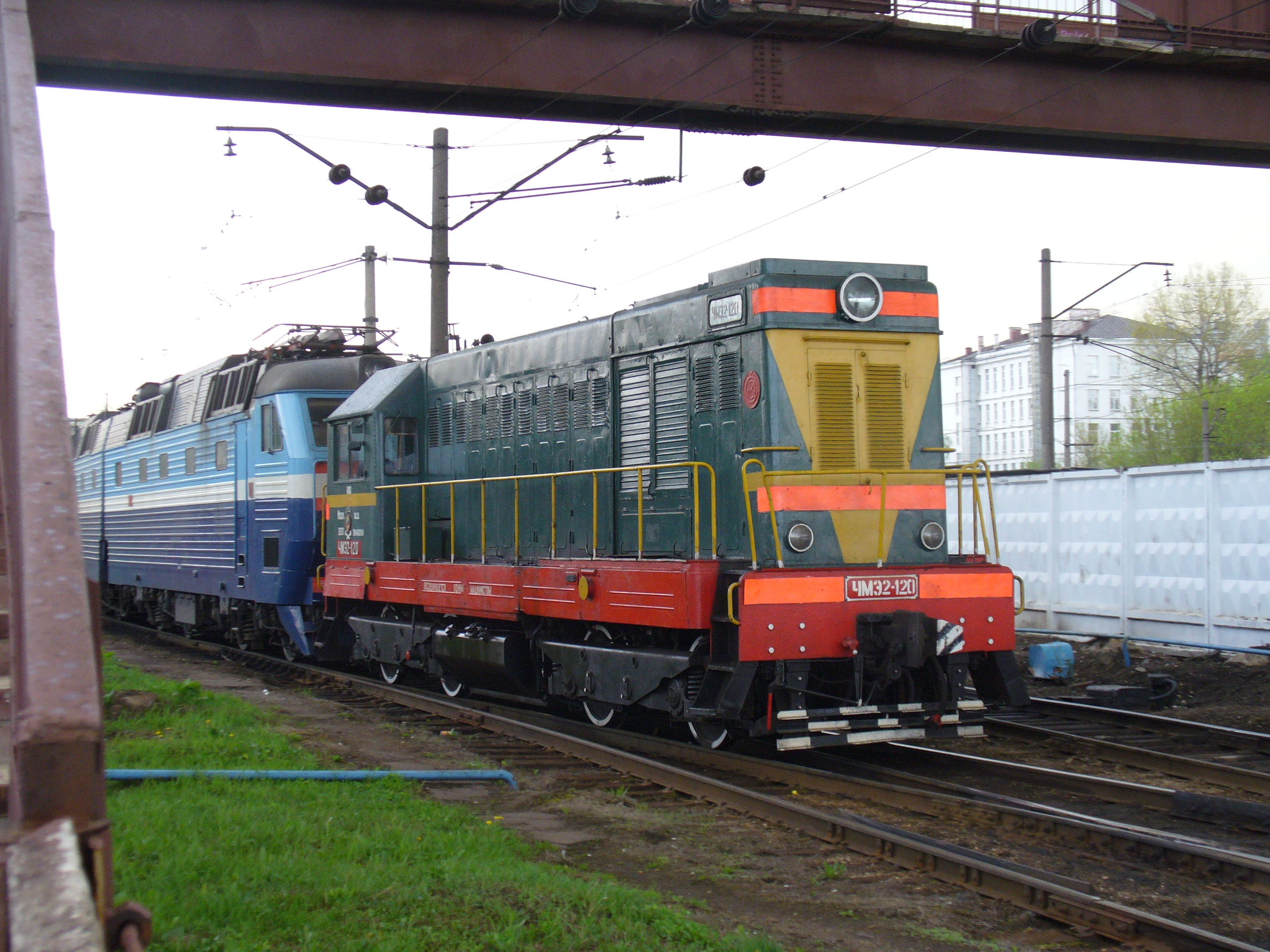
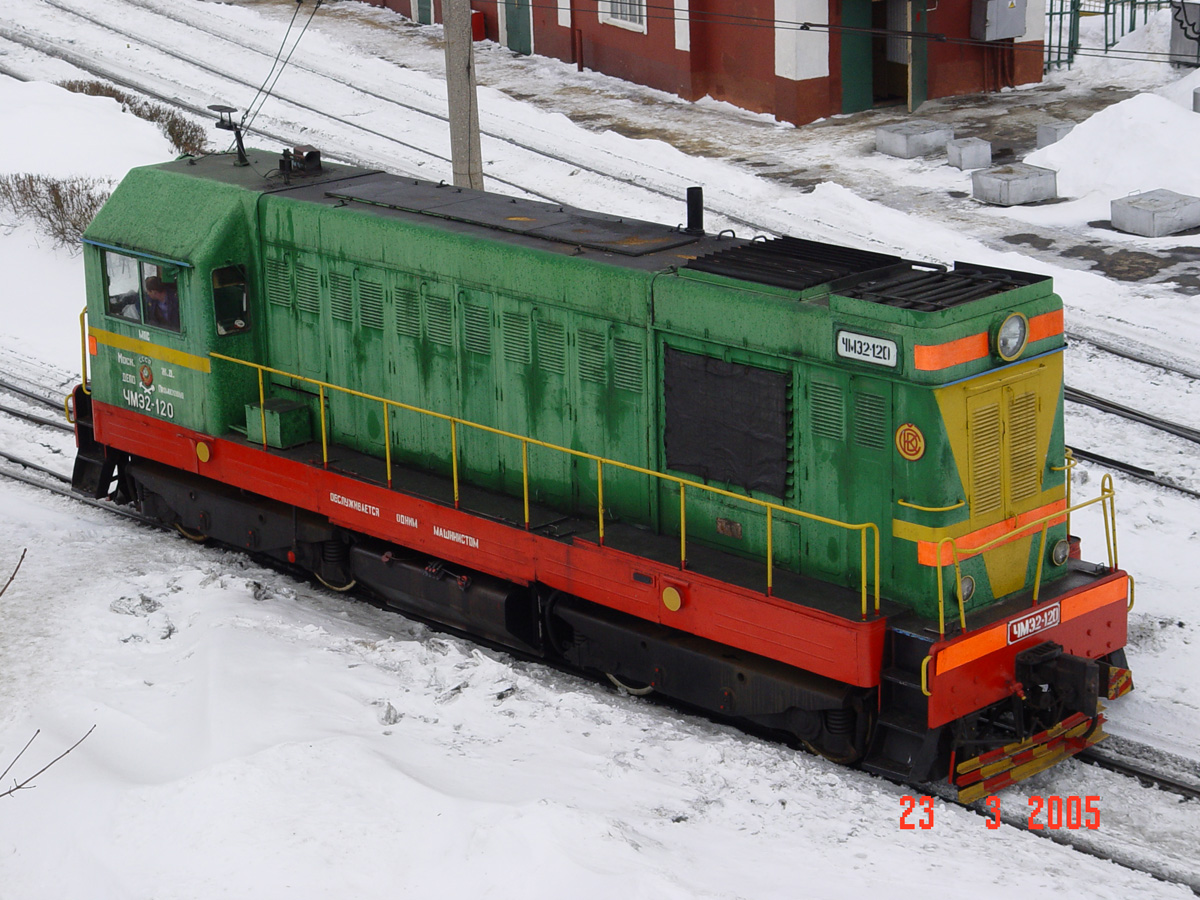

ЧМЭ2-120 на станции Подмосковная в окраске МПС с разных ракурсов

### Аналоги тепловоза ЧМЭ2 на дорогах других стран

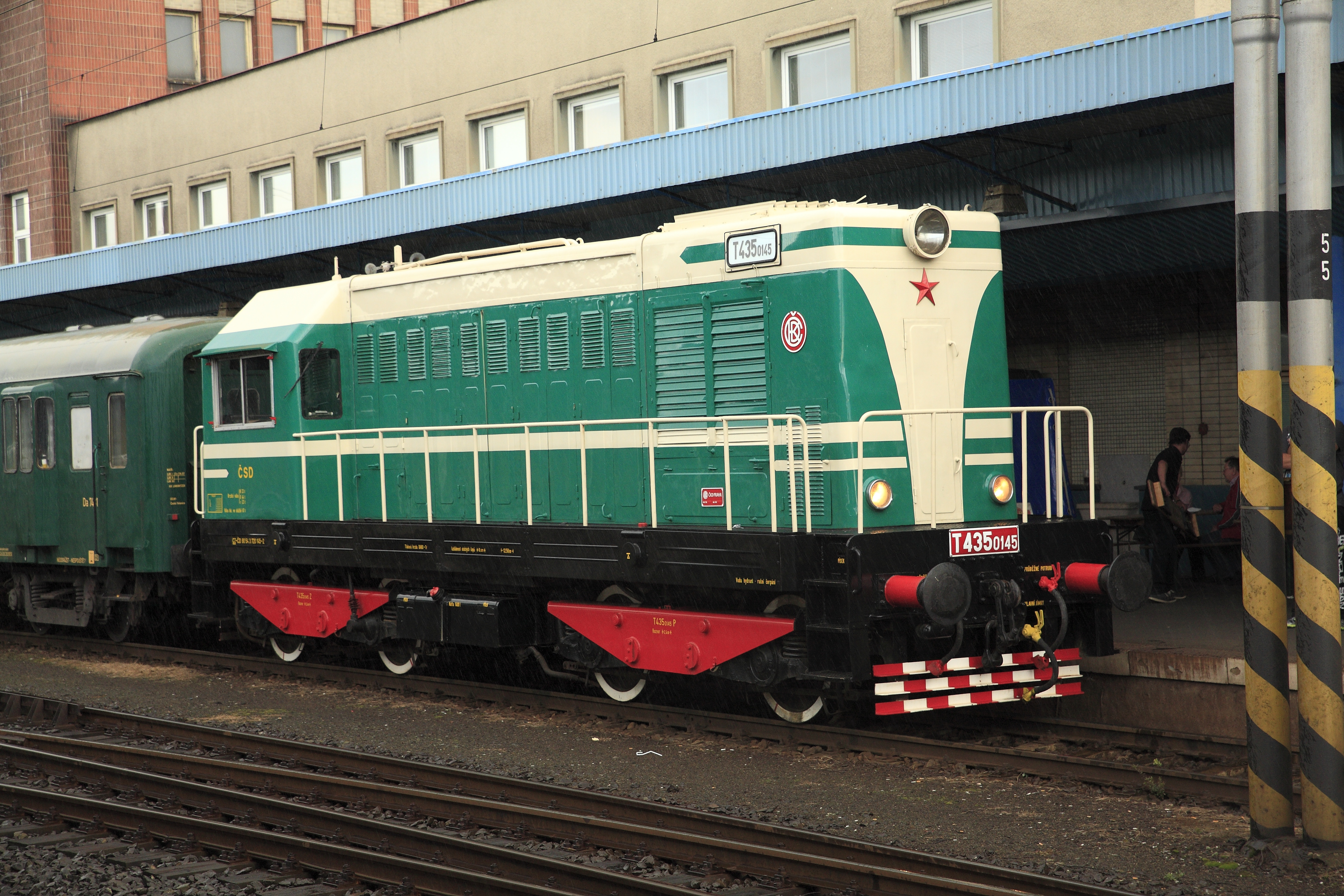
Тепловоз ČSD серии T435.0
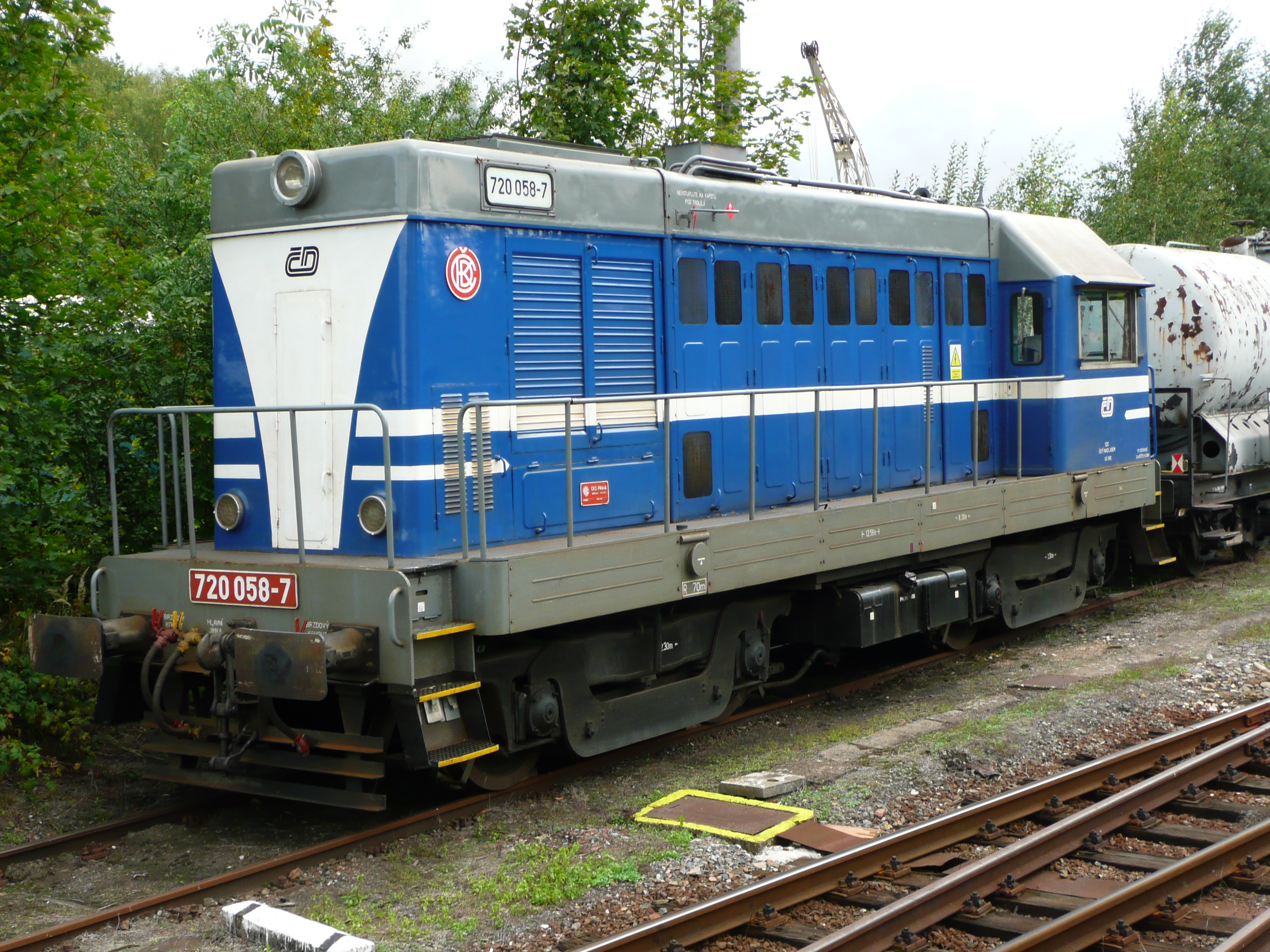
Тепловоз ČD серии 720 (T435.0)
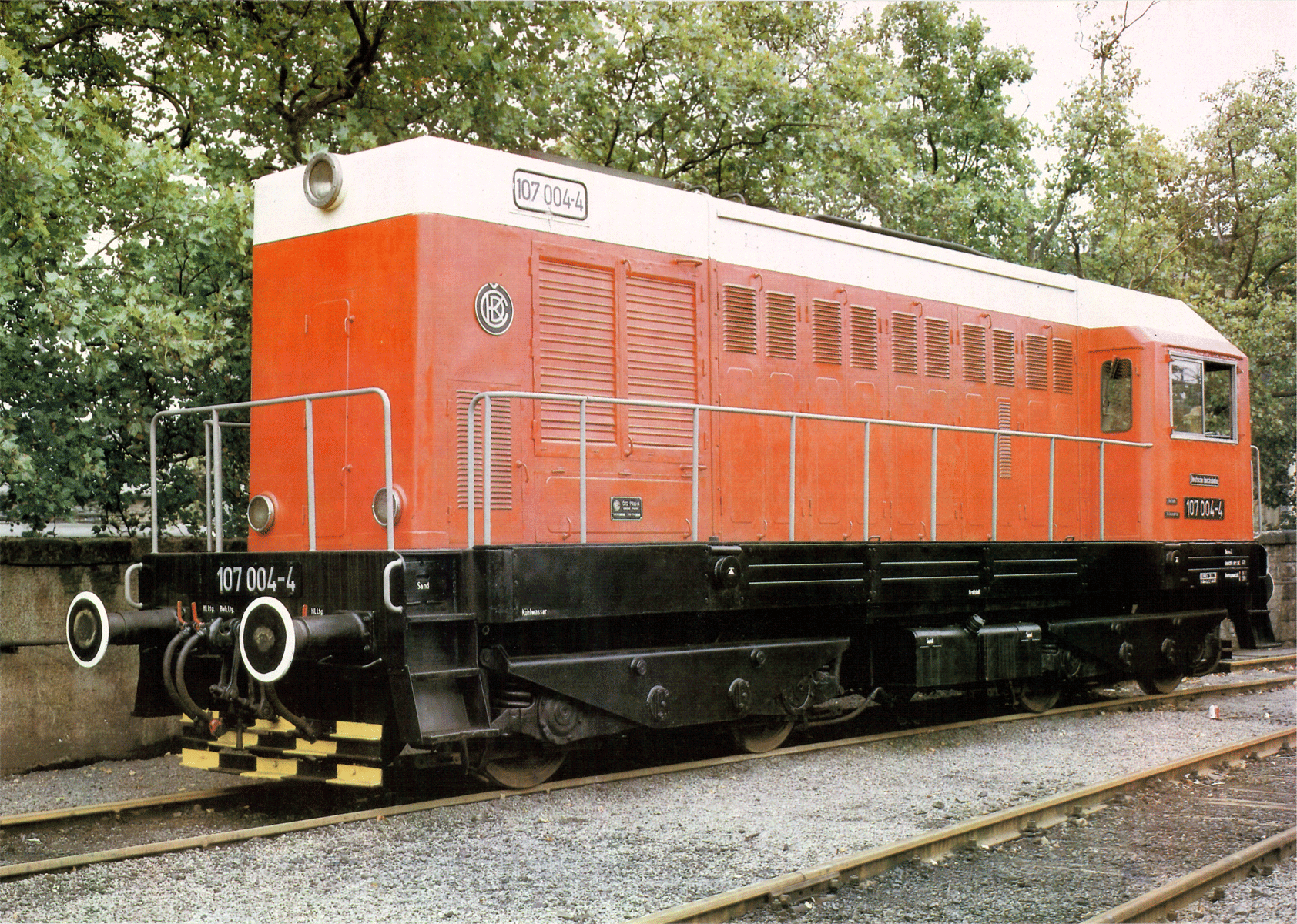
Тепловоз DR серии 107